# Вера Пейчева-Юргенс
Вера Пейчева-Юргенс (на немски: Vera Peitschewa-Jürgens) e българска шахматистка. Става международен майстор през 1988 г. и гросмайстор за жени от 1994 г. Състезава се за Германия от 1991 г.
През 1985 г. е републиканска шампионка за девойки. От 1986 г. на Европейското първенство за девойки достига до 6-о място. На Световното първенство за девойки до 20 години през същата година заема 5 място, а на първенството от 1989 г. в Straszęcin (Полша) е трета. Шампионка е на България по шахмат от 1990 г., а през 1987 и 1989 г. се класира на второ място.
Част е от отбора на България за шахматната олимпиада в Нови Сад, където българските шахматистки завоюват четвъртото място. Участва на една олимпиада и за Германия. Изиграва общо 21 партии (7 победи, 9 равенства и 5 загуби).
Сестра ѝ Евгения Пейчева-Хансен, също е бивша национална състезателка по шахмат.

## Участия на шахматни олимпиади
| Година | Организатор | Отбор    | Класиране (отборно) | Дъска         |
| 1990   | Нови Сад    | България | 4                   | Втора         |
| 2006   | Торино      | Германия | 11                  | Първа резерва |